# Арђине Сабато Норд (Ровиго)
Арђине Сабато Норд је насеље у Италији у округу Ровиго, региону Венето.
Према процени из 2011. у насељу је живело 33 становника. Насеље се налази на надморској висини од 5 м.